# La otra parte: La historia no contada del narco
La otra parte: La historia no contada del narco es una película documental mexicana de 2016 dirigida por Ricardo Colorado y producida por Eduardo Verástegui. Narra la historia de vida de José, hijo de uno de los primeros narcotraficantes mexicanos y su afán por buscar la redención.

## Sinopsis
En los últimos años, solo en México, la guerra contra el narcotráfico ha cobrado más de 80000 vidas. Muchas más víctimas mortales que en Vietnam. Como resultado, más de 50000 huérfanos quedan solos. Pero irónicamente, la mayoría de ellos solo tienen una cosa en mente: convertirse en el señor de las drogas para evitar la pobreza y ganar respeto. José, hijo de uno de los principales iniciadores del narcotráfico en México, y mentor de dos de los más grandes capos de la droga en el mundo, cuenta su versión de la historia para entender el nacimiento y ascenso de la industria más sangrienta y mortal del mundo.